# Seuneubok Bayu (Indra Makmur)
Seuneubok Bayu is een bestuurslaag in het regentschap Aceh Timur van de provincie Atjeh, Indonesië. Seuneubok Bayu telt 480 inwoners (volkstelling 2010).